# Epprechtstein
L'Epprechtstein est une colline du Fichtelgebirge en Haute-Franconie (Bavière, Allemagne) culminant à 797 m d'altitude. D'un point de vue minéralogique, c'est le site plus intéressant de tout le massif. Il y a encore quelques carrières de granite en activité (sur 18 à l'origine). Celles qui sont fermées sont reliées par un circuit touristique pédagogique aménagé par l'association de randonnée du Fichtelgebirge dont l'emblème est une plante assez rare et typique de la région, la trientale boréale. La région étant très riche en neige, plusieurs pistes de ski de fond sont aménagées chaque hiver.

## Accès
On y accède par un sentier de randonnée à partir du lieu-dit Buchhaus à deux kilomètres de Kirchenlamitz.

## Ruine de la forteresse Epprechtstein

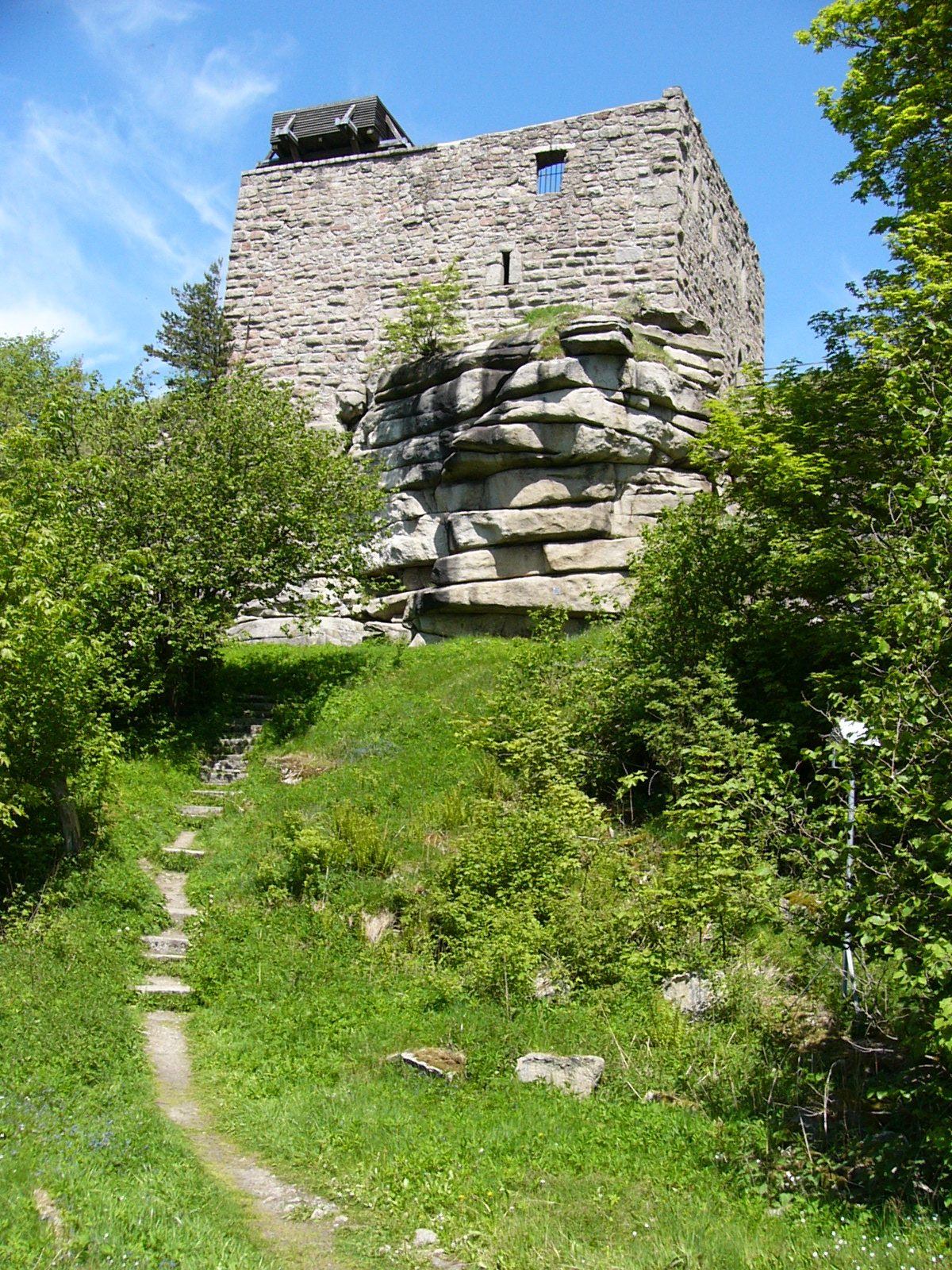
Vue des ruines de la forteresse.

Les ruines du château-fort s'élèvent sur le sommet déboisé, sur une longue plaque de granite aux pentes abruptes surplombant des carrières abandonnées. Il s'agit-là des restes de la tour principale d'habitation sur laquelle une plate-forme d'observation est aménagée (table d'orientation) offrant une vue sur 360° sur les sommets environnants : Waldstein, Großer Kornberg, Schneeberg et les villes des vallées, Schwarzenbach an der Saale, Oberkotzau, Selb et même Hof. À 250 mètres au sud-est se situe le refuge des secours en montagne (Bergwachtbereitschaft) de Kirchenlamitz.

## Histoire
La première mention apparaît en 1248 dans un certificat de dotation du duc Otto II de Meran au profit de Eberhardus de Eckebretsteine. En 1308, le roi Heinrich VII confia à titre de fief aux frères Ulrich, Heinrich et Nickel (surnommés les « sacs », Säcke) la place-forte (Veste) Epprechtstein. La famille des von Wild fut également « copropriétaire ». En 1337 l'empereur Louis IV de Bavière confia une petite partie de la place-forte au bailli (Vogt) Heinrich von Plauen. En 1352, les burgraves de Nuremberg conquirent le château devenu un repaire de chevaliers-brigands (Raubschloss) puis le conservèrent à titre de fief (Lehen). Vers 1355/1356, ils acquirent toutes les propriétés de la forteresse, de l'administration régionale (Amt), y compris la ville de Kirchenlamitz. 200 ans plus tard, le château fut détruit par les troupes du duc de Plauen et fut laissé à l'abandon. Un grand pan du mur nord s'effondra au XVIIIe siècle.

## Visite royale en 1805
À la suite de la prise du comté (Markgrafschaft) de Bayreuth par la Prusse, les nouveaux maîtres des lieux, le roi Frédéric-Guillaume III et la reine Louise, visitèrent le château avec une suite nombreuse le 21 juin 1805. On raconte que c'est là que Frédéric-Guillaume III apprit que Napoléon venait de franchir le Rhin.

## Littérature
- Dietmar Herrmann, Lexikon Fichtelgebirge. Ackermann Verlag Hof/Saale (de)
- Werner Bergmann, 750 Jahre Burg Epprechtstein. Verlag der Stadt Kirchenlamitz/Ofr. (de)